# Anaxagorea javanica
Anaxagorea javanica Blume – gatunek rośliny z rodziny flaszowcowatych (Annonaceae Juss.). Występuje naturalnie na Andamanach, Półwyspie Malajskim, Sumatrze, Jawie, Borneo oraz Celebes. 

## Morfologia
PokrójZimozielone drzewo lub krzew.
KwiatySą pojedyncze lub zebrane po 2–4 w pęczkach. Rozwijają się w kątach pędów. Mają 2 lub 3 niezrośnięte działki kielicha. Płatków jest 6 i mają kształt od eliptycznego do romboidalnego. Kwiaty wydzielają zapach.
OwoceZebrane po 4–8.

## Zmienność
W obrębie tego gatunku wyróżniono jedną odmianę:
- Anaxagorea javanica var. tripetala Corner